# حسن عبد الله عبد الحق
حسن عبد الله عبد الحق هو سياسي يمني وشاعر . ولد عام 1955 في وادي جردان في محافظة شبوة. تلقى تعليمه الابتدائي والإعدادي في منطقته، ثم انتقل لعدن وأكمل دراسته الثانوية. تقلد عدد من المناصب السياسية والإدارية. وانتخب عضواً في أول مجلس نواب بعد الوحدة اليمنية. وكان قبل الوحده مأمور في نظام الحكم في جمهورية اليمن الجنوبي ، اشتهر بحنكته السياسيه ودهائه في توقع الامور وسرعة البديهه وكان السبب الرئيسي في ادخال الكهرباء الى مديرية جردان وله عدد من المساجلات الشعرية والقصائد الغنائية. وتغنى بأشعاره العديد من الفنانين والفنانات. تميز شعره بدمج عدد من اللهجات كالمصرية والخليجية والشامية.